# 威爾科克斯鎮區 (密歇根州)
威爾科克斯鎮區（英語：Wilcox Township）是位於美國密歇根州紐威哥縣的一個行政鎮區。

## 地方資料
威爾科克斯鎮區的面積為88.00平方千米，當中陸地面積為87.80平方千米，而水域面積為0.20平方千米。根據2020年美國人口普查的數據，當地共有人口1133人，而人口密度為每平方千米12.88人。